# Coeficiente de utilización
En iluminación, el coeficiente de utilización (CU) es una medida de la eficiencia de una luminaria en la transferencia de energía lumínica al plano de trabajo en una área determinada.
El CU es la proporción de lumenes que inciden desde una luminaria a un plano de trabajo en relación con los lumenes emitidos por la lámpara sin la luminaria.
El CU (normalmente expresado en porcentaje) es el flujo luminoso recibido sobre un plano de trabajo. Por ejemplo, algo de luz emitida por la luminaria puede salir del plano de trabajo deseado y por tanto se desperdicia. El CU mide la luz aprovechada en el plano deseado como un porcentaje de la luz total emitida por el foco emisor.